# Belgian International 2023
Die Belgian International 2023 im Badminton fanden vom 13. bis zum 16. September 2023 in Leuven statt.

## Sieger und Platzierte
| Disziplin    | Gold                            | Silber                            | Bronze                           |
| ------------ | ------------------------------- | --------------------------------- | -------------------------------- |
| Herreneinzel | Lucas Claerbout                 | Joakim Oldorff                    | Mads Christophersen              |
| Herreneinzel | Lucas Claerbout                 | Joakim Oldorff                    | Victor Svendsen                  |
| Dameneinzel  | Neslihan Arın                   | Line Christophersen               | Frederikke Lund                  |
| Dameneinzel  | Neslihan Arın                   | Line Christophersen               | Lianne Tan                       |
| Herrendoppel | Andreas Søndergaard Jesper Toft | Daniel Lundgaard Mads Vestergaard | Lucas Corvée Ronan Labar         |
| Herrendoppel | Andreas Søndergaard Jesper Toft | Daniel Lundgaard Mads Vestergaard | Rasmus Espersen Marcus Rindshøj  |
| Damendoppel  | Maiko Kawazoe Haruna Konishi    | Lizzie Tolman Estelle van Leeuwen | Bengisu Erçetin Nazlıcan Inci    |
| Damendoppel  | Maiko Kawazoe Haruna Konishi    | Lizzie Tolman Estelle van Leeuwen | Paula Lopez Lucía Rodríguez      |
| Mixed        | Marcus Ellis Lauren Smith       | Mikkel Mikkelsen Rikke S. Hansen  | Jesper Toft Clara Graversen      |
| Mixed        | Marcus Ellis Lauren Smith       | Mikkel Mikkelsen Rikke S. Hansen  | Mads Vestergaard Christine Busch |